# Mpuga lafcadio
Mpuga lafcadio är en nattsländeart som beskrevs av Schmid 1993. Mpuga lafcadio ingår i släktet Mpuga, överfamiljen Sericostomatoidea, ordningen nattsländor, klassen egentliga insekter, fylumet leddjur och riket djur. Inga underarter finns listade i Catalogue of Life.